# Michael Kleiner (Politiker)

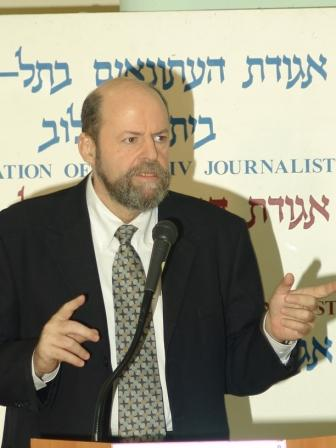
Michael Kleiner

Michael Kleiner (hebräisch מיכאל קליינר; geboren 4. April 1948 in München) ist ein israelischer Politiker und war Parteivorsitzender von Cherut – HaTnu’a HaLeumit.
Michael Kleiners Familie wanderte 1951 von Deutschland nach Israel ein. Er studierte in Tel Aviv Jura, wurde dort kommunalpolitisch tätig und in den Stadtrat gewählt. Für den Likud wurde er im Jahre 1982 in die Knesset gewählt. Nachdem Benjamin Netanjahu die Stadt Hebron der Palästinensischen Autonomiebehörde überlassen hatte, trat Kleiner jedoch zusammen mit Benny Begin und David Re’em aus dem Likud aus, um Cherut – HaTnu'a HaLeumit, entstanden aus Cherut, neu zu gründen. Nach zwei erfolglosen Knessetwahlen 2003 und 2006 kehrten Begin und Kleiner vor der Knessetwahl 2009 zum Likud zurück.